# Psicologia humanista
La psicologia humanista és una perspectiva psicològica popular a mitjans del segle xx basada en el treball de pioners com ara Carl Rogers i en la filosofia dels existencialistes i fenomenològics. Adopta una visió holística de l'existència humana des de la investigació del sentit, valors, llibertat, dol, responsabilitat personal, potencials, espiritualitat i autorealització de les persones.

## Orígens conceptuals
L'escola humanista té les seves arrels en la fenomenologia i l'existencialisme mitjançant autors com Kierkegaard, Friedrich Wilhelm Nietzsche, Martin Heidegger i Jean-Paul Sartre. La filosofia oriental i la psicologia també tenen un rol central en la psicologia humanista amb les seves respostes sobre la consciència i l'existència humana.
Des d'un punt de vista psicològic se la considera la tercera força després de la psicoanàlisi i el conductisme. Fou Abraham Maslow qui anomenà el conductisme, difós àmpliament pels treballs de John B. Watson i B. F. Skinner, com la "segona força" després de la "primera força" de la psicoanàlisi de Freud i els seus successors.
El naixement d'aquesta escola es pot traçar a finals de la dècada de 1950 als Estats Units en dues convencions realitzades a Detroit, Michigan, que reuniren els psicòlegs de llavors preocupats per avançar cap a una visió més holística de la psicologia (que englobés el desenvolupament i creixement personal, entre altres aspectes). Alguns dels psicòlegs més destacats que s'hi reuniren foren Abraham Maslow, Carl Rogers i Clark Moustakas, interessats a fundar una associació professional dedicada a una psicologia enfocada només cap a aspectes "humans" com l'individualisme, l'autorealització, la individualitat i, en general, per a entendre i millorar l'existència de les persones.

## Psicoterapia integradora humanista
La psicoteràpia integradora humanista és un model nou de psicoteràpia d'orientació existencial-humanista, la creació del qual –a càrrec d'Ana Gimeno-Bayón i Ramon Rosal, doctors en psicologia, fundadors i directors de l'Institut Erich Fromm de Barcelona- es va iniciar el 1980 i es va anar perfeccionant en anys successius. S'entén que un model de psicoteràpia ha d'implicar uns principis epistemològics i antropologicofilosòfics, unes teories sobre personalitat i els processos (sensorials, afectius, cognitius, etc.), sobre metes de teràpia, requisits de la relació terapèutica, procediments d'intervenció, etc.
Aquest model és fruit de la integració teòrica i tècnica de més de 20 models terapèutics.